# БТР-94
БТР-94 — український бронетранспортер, що постачався на експорт для збройних сил Йорданії. БТР-94 являє собою подальший розвиток радянського БТР-80.
Сьогодні БТР-94 також стоїть на озброєнні Національної гвардії Іраку.

## Описбронетранспортера
Основні зміни у конструкції БТР-94 у порівнянні з БТР-80:
- Підвищена захищеність;
- Підвищені ходові можливості машини (наприклад, збільшена швидкість до 85 км/год, на відміну від БТР-80, який максимально розвиває 80 км/год);
- Підвищена ефективність ведення вогню за рахунок встановлення новітніх систем.

### Захищеність
Корпус зварний, виготовляється з катаної сталі і забезпечує захист від куль калібру 12,7-мм і осколків. У передній частині корпусу розташоване відділення управління з місцями механіка-водія і командира (в екіпаж входить також оператор), в середній частині — десантне відділення для 10 осіб, в кормі корпусу знаходиться моторно-трансмісійне відділення.
Над місцями командира і водія розташовані верхні люки, через які можна потрапити в БТР, а десантники висаджуються через аналогічні люки або двостулкові бічні двері (верхня стулка відкривається в сторону, а нижня опускається вниз). Зсередини десантне відділення обшито кевларом, що запобігає поранення солдат від відколів броні.

### Рухливість
Підвіска БТР-94 — незалежна, торсіонна. Колісна формула — 8х8/4. Чотири передніх колеса керовані і мають систему централізованого регулювання тиску в шинах. Машина долає водні перешкоди вплав за допомогою водометного рушія зі швидкістю до 10 км/год. Розвиває швидкість до 85 км/год. Запас палива становить 300 л.

### Озброєння
БТР-94 оснащувався бойовим модулем БАУ 23 × 2, що включав дві 23 × 115 мм автоматичні гармати та 7,62 мм спарений кулемет ПКТ.

### Додаткове обладнання
БТР-94 має радари виявлення цілей: наземний виявляє цілі на відстані до 20 км, а повітряний — до 30 км. Встановлено вдосконалені прилади нічного бачення.

## На озброєнні
БТР-94 поставлявся на експорт.
- В 1999 році був підписаний контракт на поставку 50 БТР-94 для Збройних сил Йорданії[1], загальна вартість якого склала 6,5 млн доларів США[2].
- У серпні 2004 року всі 50 йорданських БТР-94 були передані новоствореній армії Іраку[3].

В травні 2015 бойовики Ісламської держави взяли під контроль місто Ер-Рамаді. За повідомленням Чарльза Лістера, експерта ін-ту Брукінз, серед трофейної зброї до бойовиків потрапили три БТР-94.

## Галерея

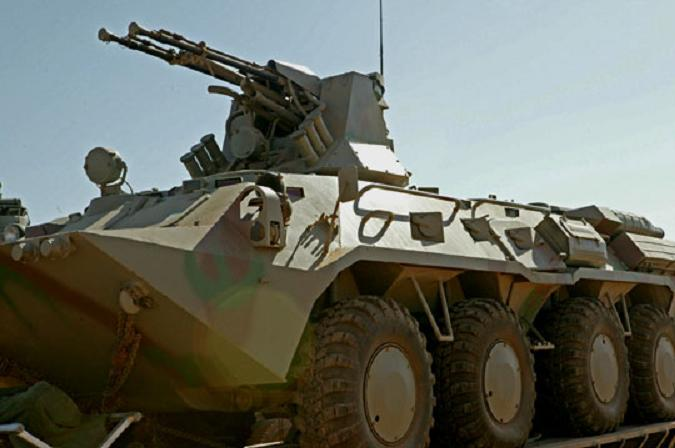
БТР-94 Збройних сил Йорданії
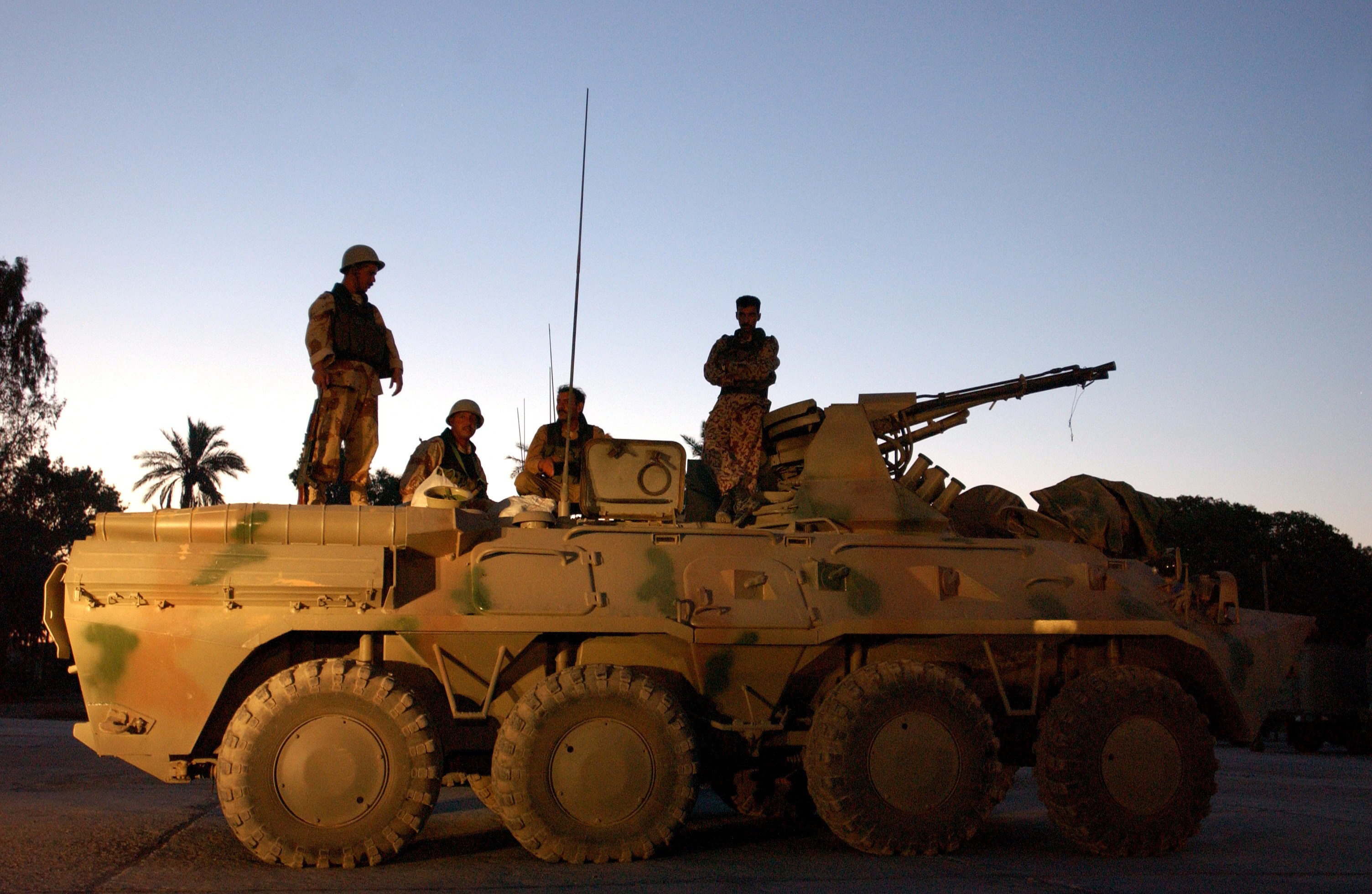
БТР-94 збройних сил Іраку
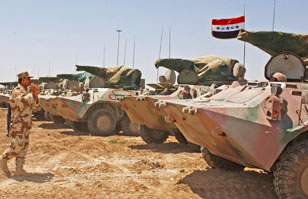
Іракські БТР-94
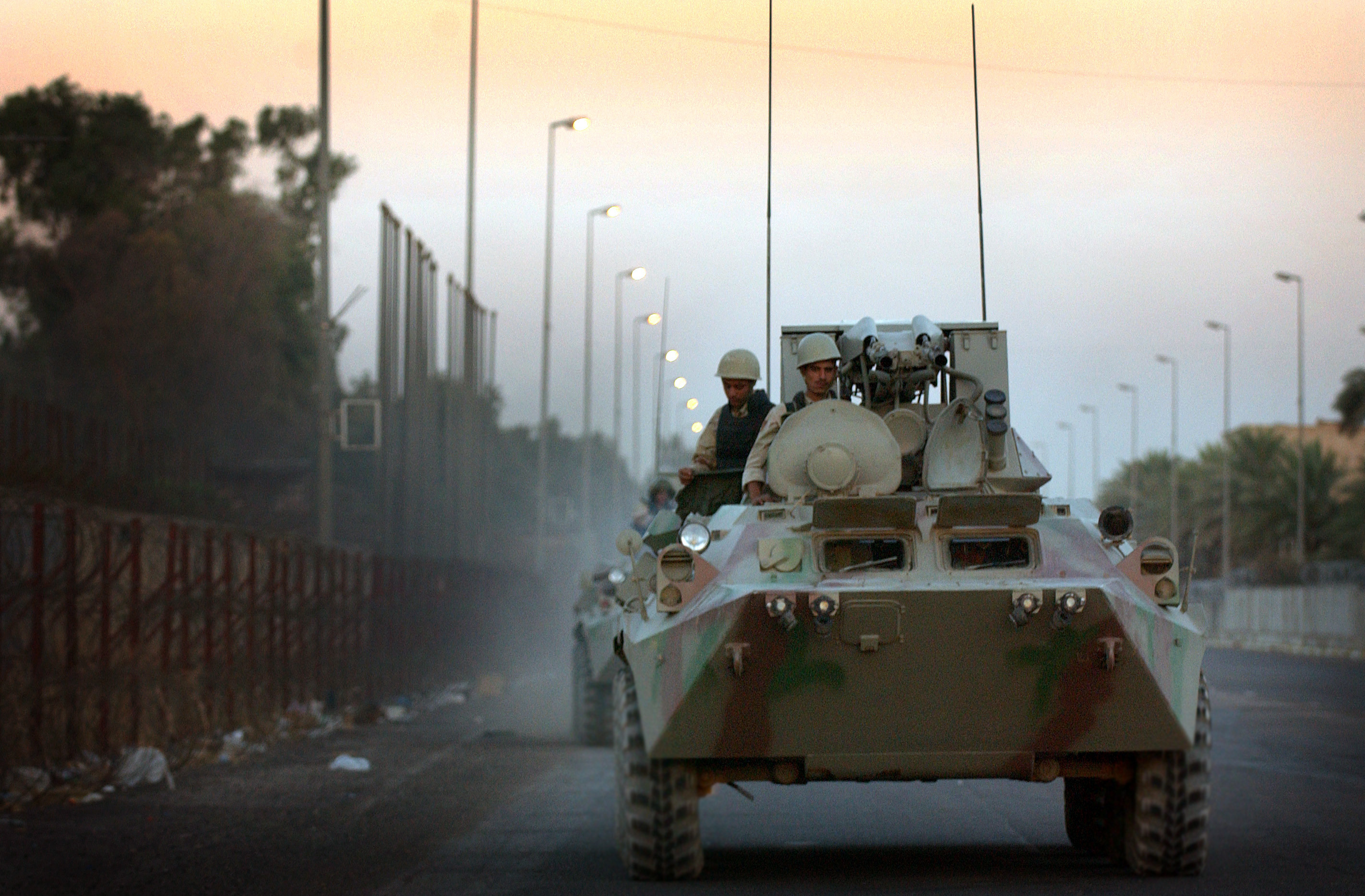
БТР-94 національної гвардії Іраку, Багдад
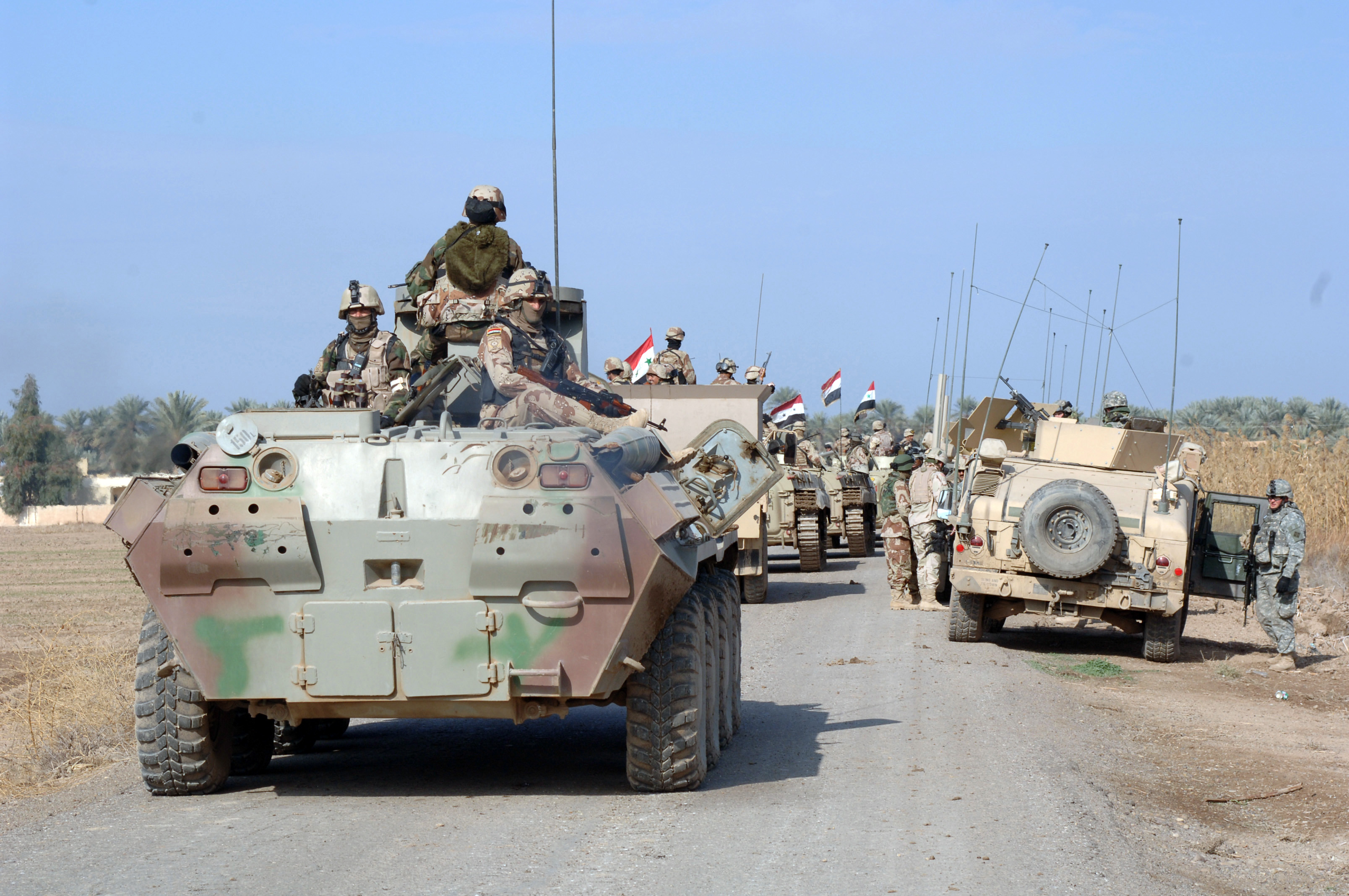
БТР-94 іракської 9-й механізованої бригади під час патрулювання